# Architetture di Firenze per periodo

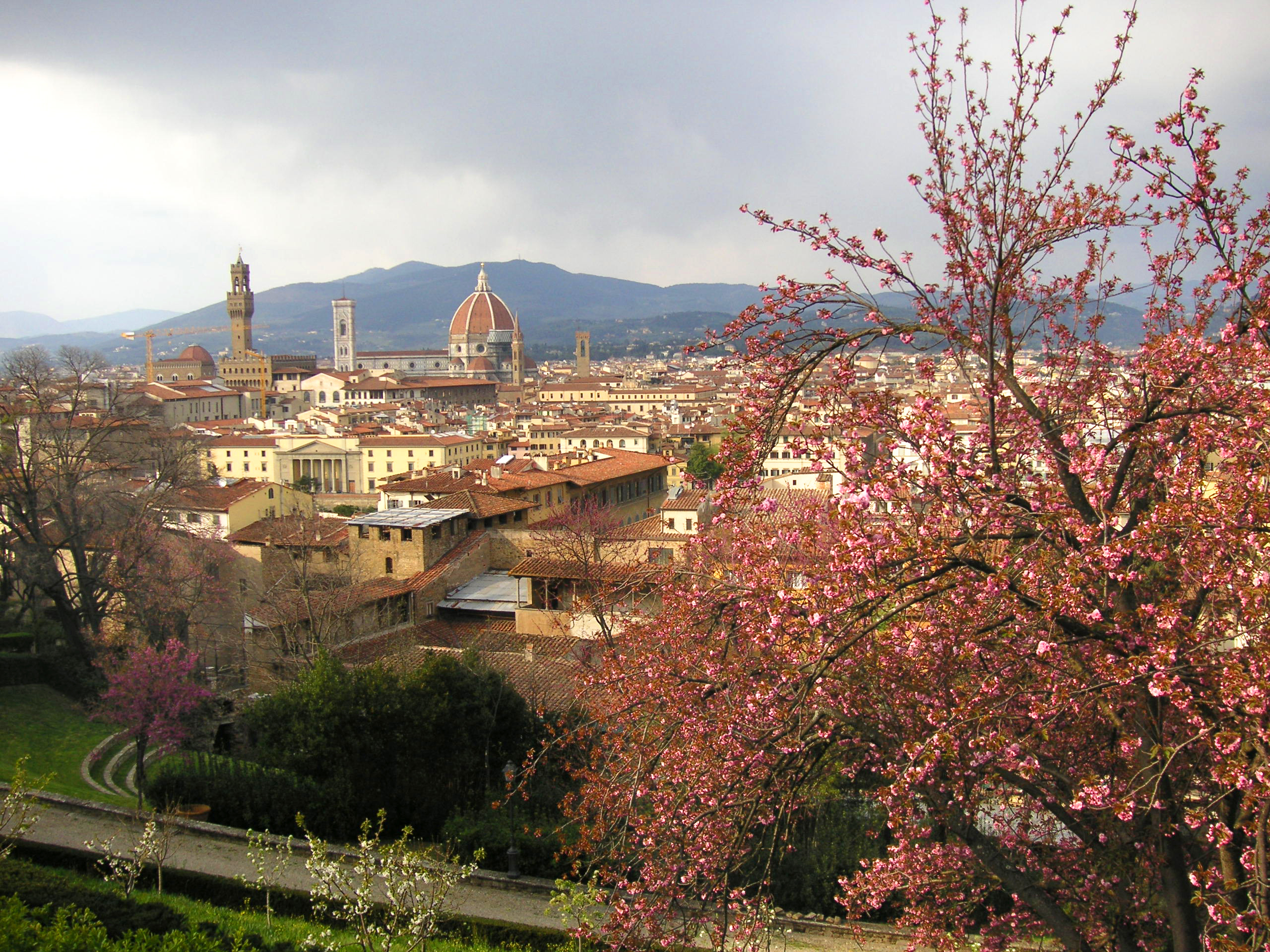
Firenze

Lista delle principali opere architettoniche ancora esistenti di Firenze, di Fiesole e dei dintorni per periodo di edificazione o ristrutturazione.
N.B. Alcuni monumenti compaiono due o più volte perché alcune parti vennero ristrutturate o aggiunte in periodi e stili diversi.

## Periodo etrusco, romano, paleocristiano e altomedievale
| Immagine | Opera                                   | Data                               | Architetto | Note             |
| -------- | --------------------------------------- | ---------------------------------- | ---------- | ---------------- |
|          | Necropoli di Palastreto                 | VIII secolo a.C.                   |            | Sesto Fiorentino |
|          | Tomba della Mula                        | VII secolo a.C.                    |            | Sesto Fiorentino |
|          | Tomba della Montagnola                  | VII secolo a.C.                    |            | Sesto Fiorentino |
|          | Area archeologica di Fiesole            | III secolo a.C. - II secolo d.C.   |            | Fiesole          |
|          | Resti dell'Anfiteatro romano di Firenze | II secolo d.C.                     |            |                  |
|          | Scavi archeologici di Santa Reparata    | IV-V secolo d.C.                   |            |                  |
|          | Torre della Pagliazza                   | forse VI secolo, poi XI-XII secolo |            |                  |

## Periodo romanico
| Immagine | Opera                                       | Data                        | Architetto                                                          | Note      |
| -------- | ------------------------------------------- | --------------------------- | ------------------------------------------------------------------- | --------- |
|          | Badia di San Salvatore                      | dal X secolo                | Nicola Pisano                                                       | Scandicci |
|          | Badia fiorentina                            | X secolo e 1282-1335        |                                                                     |           |
|          | Chiesa dei Santi Apostoli                   | X-XI secolo                 |                                                                     |           |
|          | Battistero di San Giovanni                  | XI-XIII secolo              |                                                                     |           |
|          | Chiesa di San Miniato al Monte              | 1018-1207                   |                                                                     |           |
|          | Duomo di Fiesole                            | 1024-1028                   |                                                                     | Fiesole   |
|          | Badia fiesolana                             | 1025-1028                   |                                                                     | Fiesole   |
|          | Chiesa di San Salvatore al Vescovo          | XI secolo e seguenti        |                                                                     |           |
|          | Chiesa di Santa Maria Maggiore              | XI-XIII secolo              | Maestro Buono (seconda metà del XII secolo)                         |           |
|          | Chiesa di Santo Stefano al Ponte            | XI-XII secolo               |                                                                     |           |
|          | Chiesa di San Michele a San Salvi           | XI-XVI secolo               |                                                                     |           |
|          | Chiesa di San Jacopo sopr'Arno              | XII secolo                  |                                                                     |           |
|          | Chiesa di San Jacopo in Campo Corbolini     | XII-XIII secolo             |                                                                     |           |
|          | Chiesa di San Remigio                       | XIII-XIV secolo             |                                                                     |           |
|          | Torre della Castagna                        | XIII secolo                 |                                                                     |           |
|          | Palazzo del Bargello (o Palazzo del Popolo) | 1256-1327 e 1345-1350 circa | Lapo Tedesco (per Vasari); Neri di Fioravante e Benci di Cione Dami |           |
|          | Torre dei Ghiberti                          | XIII secolo                 |                                                                     |           |
|          | Torre dei Ricci                             | XIII secolo                 |                                                                     |           |
|          | Torri di Corso Donati                       | XIII secolo                 |                                                                     |           |
|          | Torre dei Marsili                           | XIII secolo                 |                                                                     |           |
|          | Torre degli Amidei                          | XIII secolo                 |                                                                     |           |
|          | Torre degli Alberti                         | XIII secolo                 |                                                                     |           |
|          | Palazzo de' Mozzi                           | 1260-1273                   |                                                                     |           |
|          | Porta San Gallo                             | 1284                        |                                                                     |           |
|          | Porta al Prato                              | 1284                        |                                                                     |           |
|          | Palazzo Spini-Feroni                        | dal 1289                    | Lapo Tedesco, Arnolfo di Lapo (attribuzione)                        |           |
|          | Torre dei Gianfigliazzi                     | 1290 circa                  |                                                                     |           |

## Periodo gotico
| Immagine | Opera                                      | Data                        | Architetto                                                  | Note    |
| -------- | ------------------------------------------ | --------------------------- | ----------------------------------------------------------- | ------- |
|          | Chiesa di Santa Trinita                    | 1250-1380                   |                                                             |         |
|          | Basilica di Santa Maria Novella e convento | 1278-1360                   | Fra' Sisto da Firenze e Fra Ristoro da Campi (attribuzione) |         |
|          | Campanile della Badia Fiorentina           | 1285 circa                  | Arnolfo di Cambio                                           |         |
|          | Basilica di Santa Croce e convento         | dal 1294                    | Arnolfo di Cambio (attribuzione) e altri                    |         |
|          | Cattedrale di Santa Maria del Fiore        | 1296-1421                   | Arnolfo di Cambio, Francesco Talenti e altri                |         |
|          | Palazzo Vecchio (prima fase)               | 1299-1314                   | Arnolfo di Cambio                                           |         |
|          | Porta San Niccolò                          | 1324                        |                                                             |         |
|          | Porta Romana                               | 1326                        |                                                             |         |
|          | Chiesa di San Francesco                    | dal 1330                    |                                                             | Fiesole |
|          | Porta San Frediano                         | 1332                        |                                                             |         |
|          | Campanile di Giotto                        | 1334-1357                   | Giotto, Francesco Talenti, Andrea Pisano e altri            |         |
|          | Orsanmichele                               | 1337-1404                   | Simone Talenti e altri                                      |         |
|          | Certosa del Galluzzo                       | dal 1342                    | Jacopo Passavanti e altri                                   |         |
|          | Ponte Vecchio                              | 1345                        | Neri di Fioravante ?                                        |         |
|          | Palazzo Castellani                         | prima metà del XIV secolo   |                                                             |         |
|          | Palazzo dell'Arte dei Beccai               | prima metà del XIV secolo   |                                                             |         |
|          | Chiesa di San Carlo dei Lombardi           | 1349-1404                   | Neri di Fioravante e Benci di Cione Dami                    |         |
|          | Palazzo Davanzati                          | 1350 circa                  |                                                             |         |
|          | Loggia del Bigallo                         | 1352-1358                   | Alberto Arnoldi                                             |         |
|          | Palazzo Acciaiuoli                         | seconda metà del XIV secolo |                                                             |         |
|          | Palazzo Canigiani                          | seconda metà del XIV secolo |                                                             |         |
|          | Loggia dei Priori                          | 1374-1381                   | Benci di Cione Dami e Simone Talenti                        |         |
|          | Palazzo dei Capitani di parte guelfa       | XIV-XV secolo               |                                                             |         |

## Rinascimento (XV secolo)
| Immagine | Opera                                             | Data                     | Architetto                                  | Note    |
| -------- | ------------------------------------------------- | ------------------------ | ------------------------------------------- | ------- |
|          | Palazzo Bardi                                     | 1410                     | Filippo Brunelleschi?                       |         |
|          | Cupola di Santa Maria del Fiore                   | 1418-1434                | Filippo Brunelleschi                        |         |
|          | Sagrestia di Santa Trinita                        | 1418-1423                | Lorenzo Ghiberti                            |         |
|          | Spedale degli Innocenti                           | 1419-1426                | Filippo Brunelleschi e altri                |         |
|          | Convento di San Domenico                          | 1419-38 e 1480-90 circa  | Michelozzo e Giuliano da Maiano             | Fiesole |
|          | Chiesa di San Lorenzo                             | 1419-1460                | Filippo Brunelleschi e altri                |         |
|          | Sagrestia Vecchia di San Lorenzo                  | 1420-1429                | Filippo Brunelleschi                        |         |
|          | Cappella Barbadori nella chiesa di Santa Felicita | 1425                     | Filippo Brunelleschi                        |         |
|          | Palazzo Capponi da Uzzano                         | 1427                     | Lorenzo di Bicci                            |         |
|          | Palazzo Lenzi-Quaratesi                           | 1430 circa               | Michelozzo ?                                |         |
|          | Chiesa di Sant'Ambrogio                           | XIV-XV secolo            |                                             |         |
|          | Chiesa di San Niccolò sopr'Arno                   | prima metà del XV secolo |                                             |         |
|          | Chiesa di Santa Maria del Carmine                 | 1268-1475                |                                             |         |
|          | Monastero di Sant'Apollonia                       | 1380-1450 circa          |                                             |         |
|          | Cappella Pazzi e Chiostro Grande di Santa Croce   | 1430-1473                | Filippo Brunelleschi e altri                |         |
|          | Chiostro degli Aranci nella Badia Fiorentina      | 1435-1440                | Bernardo Rossellino                         |         |
|          | Chiesa e convento di San Marco                    | 1437-1452                | Michelozzo                                  |         |
|          | Facciata di Santa Maria Novella                   | 1439-1442                | Leon Battista Alberti, su preesistenze      |         |
|          | Ex-chiesa di San Pancrazio                        | 1375-1470                | Leon Battista Alberti e altri               |         |
|          | Palazzo Medici Riccardi                           | 1444-1469                | Michelozzo                                  |         |
|          | Basilica della Santissima Annunziata e convento   | 1444-1476                | Michelozzo e altri                          |         |
|          | Palazzo Rucellai                                  | 1446-1451                | Leon Battista Alberti e Bernardo Rossellino |         |
|          | Chiesa di Santo Spirito                           | 1446-1488                | Filippo Brunelleschi e altri                |         |
|          | Palazzo dello Strozzino                           | 1451-1469                | Michelozzo                                  |         |
|          | Badia Fiesolana                                   | 1456-1464                | Collaboratori di Michelozzo                 | Fiesole |
|          | Chiesa di San Felice in Piazza                    | 1457 circa               | Michelozzo                                  |         |
|          | Villa Medicea di Careggi                          | 1457-1482                | Michelozzo                                  |         |
|          | Villa Medici di Fiesole                           | 1457-1461                | Michelozzo                                  | Fiesole |
|          | Primo nucleo di Palazzo Pitti                     | 1457-1470                | Luca Fancelli                               |         |
|          | Palazzo Pazzi                                     | 1458-1469                | Giuliano da Maiano                          |         |
|          | Loggia Rucellai                                   | 1460-1466                |                                             |         |
|          | Palazzo Antinori                                  | 1461-1466                | Giuliano da Maiano                          |         |
|          | Palazzo Della Gherardesca                         | 1472-1490                | Giuliano da Sangallo                        |         |
|          | Palazzo Horne                                     | 1480-1490                | Giuliano da Sangallo o Il Cronaca           |         |
|          | Chiesa di Santa Maria Maddalena de' Pazzi         | 1481-1500                | Giuliano da Sangallo                        |         |
|          | Villa di Poggio a Caiano                          | 1485-94 e 1515-19        | Giuliano da Sangallo                        |         |
|          | Sagrestia di Santo Spirito                        | 1488-1497                | Giuliano da Sangallo e Salvi d'Andrea       |         |
|          | Loggia di San Paolo                               | 1489-1496                | Leon Battista Alberti                       |         |
|          | Palazzo Strozzi                                   | 1489-1534                | Giuliano da Sangallo, Il Cronaca e altri    |         |
|          | Palazzo Gondi                                     | 1490-1501                | Giuliano da Sangallo                        |         |

## Tardo Rinascimento e Manierismo (XVI secolo)
| Immagine | Opera                                  | Data                  | Architetto                                                         | Note       |
| -------- | -------------------------------------- | --------------------- | ------------------------------------------------------------------ | ---------- |
|          | Ampliamento di Palazzo Vecchio         | 1495-1590             | Il Cronaca, Giorgio Vasari, Bernardo Buontalenti e altri           |            |
|          | Chiesa di San Salvatore al Monte       | 1500 circa            | Il Cronaca                                                         |            |
|          | Palazzo Cocchi-Serristori              | 1500 circa            | Baccio d'Agnolo o il Cronaca                                       |            |
|          | Palazzo Albizi                         | 1500 circa            | Baccio d'Agnolo o il Cronaca                                       |            |
|          | Palazzo Panciatichi-Ximenes            | 1500 circa            | Giuliano, Antonio da Sangallo il Vecchio e altri                   |            |
|          | Palazzo Corsini-Serristori             | 1500 circa            | Baccio d'Agnolo                                                    |            |
|          | Palazzo Taddei                         | 1503-1504             | Baccio d'Agnolo                                                    |            |
|          | Palazzo Guadagni                       | 1503-1506             | Il Cronaca                                                         |            |
|          | Chiostro dello Scalzo                  | inizio del XVI secolo | Giuliano da Sangallo                                               |            |
|          | Palazzo Ginori                         | 1510 circa            | Baccio d'Agnolo                                                    |            |
|          | Palazzo Pandolfini                     | 1515-1520             | Raffaello e Giovan Francesco da Sangallo                           |            |
|          | Loggiato dei Serviti                   | 1516-1525             | Antonio da Sangallo il Vecchio                                     |            |
|          | Palazzo Borgherini-Rosselli del Turco  | 1517 circa            | Baccio d'Agnolo                                                    |            |
|          | Palazzo Bartolini Salimbeni            | 1517-1520             | Baccio d'Agnolo                                                    |            |
|          | Sagrestia Nuova di San Lorenzo         | 1519-1534             | Michelangelo Buonarroti                                            |            |
|          | Biblioteca Medicea Laurenziana         | 1519-1559             | Michelangelo Buonarroti                                            |            |
|          | Chiesa di San Giuseppe                 | 1520 circa            |                                                                    |            |
|          | Villa I Collazzi                       | 1534                  | Michelangelo Buonarroti, Santi di Tito o Giorgio Vasari il Giovane | Scandicci  |
|          | Fortezza da Basso                      | 1534-1535             | Antonio da Sangallo il Giovane                                     |            |
|          | Villa di Castello                      | 1540-1592             | Niccolò Tribolo e Bernardo Buontalenti                             |            |
|          | Loggia del Mercato Nuovo               | 1546-1564             | Giovanni Battista del Tasso                                        |            |
|          | Palazzo Uguccioni                      | 1550 circa            |                                                                    |            |
|          | Chiesa di San Giovannino dei Cavalieri | 1550 circa            |                                                                    |            |
|          | Palazzo Niccolini                      | 1550 circa            | Cerchia di Baccio d'Agnolo e Giovanni Dosio                        |            |
|          | Giardino di Boboli                     | 1550-1588             | Niccolò Tribolo, Bernardo Buontalenti e altri                      |            |
|          | Palazzo Grifoni-Budini Gattai          | 1557-1563             | Baccio d'Agnolo e Bartolomeo Ammannati                             |            |
|          | Ampliamento di Palazzo Pitti           | 1558-1577             | Bartolomeo Ammannati e altri                                       |            |
|          | Uffizi                                 | 1559-1580             | Giorgio Vasari e altri                                             |            |
|          | Palazzo Capponi-Vettori                | 1559-1585             | Bernardo Buontalenti e altri                                       |            |
|          | Corridoio vasariano                    | 1565                  | Giorgio Vasari                                                     |            |
|          | Palazzo Pucci                          | 1565-1570             | Bartolomeo Ammannati                                               |            |
|          | Loggia del Pesce                       | 1567                  | Giorgio Vasari                                                     |            |
|          | Palazzo di Bianca Cappello             | 1567-1570             | Bernardo Buontalenti                                               |            |
|          | Palazzo Portinari Salviati             | 1565-1570             | Bartolomeo Ammannati                                               |            |
|          | Ponte Santa Trinita                    | 1567-1570             | Bartolomeo Ammannati                                               |            |
|          | Palazzo Ramirez da Montalvo            | 1568-1572             | Bartolomeo Ammannati                                               |            |
|          | Casino Mediceo                         | 1568-1574             | Bernardo Buontalenti                                               |            |
|          | Villa La Petraia                       | 1576-1589             | Bernardo Buontalenti                                               |            |
|          | Palazzo Giugni                         | 1577 circa            | Bartolomeo Ammannati                                               |            |
|          | Palazzo Zuccari                        | 1578-1579             | Federico Zuccari                                                   |            |
|          | Palazzo Larderel                       | 1580 circa            | Giovanni Dosio                                                     |            |
|          | Grotta del Buontalenti                 | 1583-1593             | Giorgio Vasari e Bernardo Buontalenti                              |            |
|          | Forte Belvedere                        | 1590-1595             | Bernardo Buontalenti e altri                                       |            |
|          | Facciata della chiesa di Santa Trinita | 1593                  | Bartolomeo Ammannati                                               |            |
|          | Palazzo Nonfinito                      | 1593-1604             | Bernardo Buontalenti e altri                                       |            |
|          | Villa La Ferdinanda                    | 1594-1596             | Bernardo Buontalenti                                               | Carmignano |

## XVII secolo
| Immagine | Opera                                                | Data            | Architetto                                                   | Note |
| -------- | ---------------------------------------------------- | --------------- | ------------------------------------------------------------ | ---- |
|          | Rifacimento della chiesa della Santissima Annunziata | 1601-1693       | Giovanni Caccini e altri                                     |      |
|          | Chiesa di Santa Margherita in Santa Maria de' Ricci  | 1604            | Gherardo Silvani                                             |      |
|          | Chiesa dei Santi Michele e Gaetano                   | 1604-1649       | Matteo Nigetti, Gherardo Silvani                             |      |
|          | Cappella dei Principi in San Lorenzo                 | 1604-1650       | Matteo Nigetti e altri                                       |      |
|          | Arcispedale di Santa Maria Nuova                     | 1606-1663       | Bernardo Buontalenti e Giulio Parigi                         |      |
|          | Chiesa di Ognissanti                                 | 1627-1637       | Bartolomeo Pettirossi e Matteo Nigetti                       |      |
|          | Chiesa dei Santi Simone e Giuda                      | 1628-1630       | Gherardo Silvani                                             |      |
|          | Chiesa di Santo Stefano al Ponte                     | 1631-1655       | Pietro Tacca e Antonio Maria Bartolommei                     |      |
|          | Ampliamento di Palazzo Pitti                         | 1619-1650       | Giulio Parigi                                                |      |
|          | Palazzo dell'Antella                                 | 1619            | Giulio Parigi                                                |      |
|          | Palazzo Strozzi del Poeta                            | 1626-1629       | Gherardo Silvani                                             |      |
|          | Palazzo Capponi-Covoni                               | 1623            | Gherardo Silvani e altri                                     |      |
|          | Palazzo Fenzi                                        | 1634            | Gherardo Silvani                                             |      |
|          | Palazzo di San Clemente                              | 1640 circa      | Gherardo Silvani?                                            |      |
|          | Palazzo della Missione                               | 1640-1650 circa | Bernardino Radi                                              |      |
|          | Palazzo Corsini al Parione                           | 1656-1699       | Antonio Maria Ferri e altri                                  |      |
|          | Chiesa di San Giovannino degli Scolopi               | 1661-1665       | Alfonso Parigi il Giovane                                    |      |
|          | Chiesa di San Paolino                                | 1669-1693       | Giovan Battista Balatri                                      |      |
|          | Ampliamento di Palazzo Medici-Riccardi               | 1670-1685       | Pier Maria Baldi e Giovan Battista Foggini                   |      |
|          | Chiesa di San Frediano in Cestello                   | 1670-1698       | Pier Francesco Silvani, Giulio Cerutti e Antonio Maria Ferri |      |
|          | Cappella Corsini nella chiesa del Carmine            | 1674-1683       | Pier Francesco Silvani                                       |      |
|          | Palazzo Orlandini del Beccuto                        | 1679            | Antonio Maria Ferri                                          |      |
|          | Palazzo dei Cartelloni                               | 1686-1697       | Giovan Battista Nelli                                        |      |
|          | Palazzo Viviani della Robbia                         | 1693-1696       | Giovan Battista Foggini                                      |      |
|          | Villa Corsini a Castello                             | 1698-1699       | Giovan Battista Foggini                                      |      |

## Età lorenese (XVIII e prima metà del XIX secolo)
| Immagine | Opera                                  | Data            | Architetto                                                     | Note |
| -------- | -------------------------------------- | --------------- | -------------------------------------------------------------- | ---- |
|          | Palazzo di Gino Capponi                | 1699-1716       | Carlo Fontana e altri                                          |      |
|          | Complesso di San Firenze               | 1645-1775       | Pier Francesco Silvani e altri                                 |      |
|          | Galleria Palatina in Palazzo Pitti     | XVII-XIX secolo |                                                                |      |
|          | Ospedale di San Giovanni di Dio        | 1702-1735       | Carlo Marcellini                                               |      |
|          | Chiesa di San Giorgio alla Costa       | 1705            | Giovan Battista Foggini                                        |      |
|          | Interno della chiesa di Santa Felicita | 1736-1739       | Ferdinando Ruggieri                                            |      |
|          | Arco di Trionfo                        | 1738-1740       | Jean Nicholas Jadot                                            |      |
|          | Biblioteca Marucelliana                | 1748-1752       | Alessandro Dori                                                |      |
|          | Rondò di Palazzo Pitti                 | 1765 e 1783-99  | Giuseppe Ruggieri e Niccolò Gaspero Maria Paoletti             |      |
|          | Villa di Poggio Imperiale              | 1767-1808       | Gaspare Maria Paoletti, Pasquale Poccianti e Giuseppe Cacialli |      |
|          | Casino della Livia                     | 1775            | Bernardo Fallani                                               |      |
|          | Palazzo della Specola                  | dal 1775        | Alessandro Dori e altri                                        |      |
|          | Kaffeehaus del Giardino di Boboli      | 1775-1776       | Zanobi del Rosso                                               |      |
|          | Parco delle Cascine                    | 1780-1850 circa |                                                                |      |
|          | Ex-Ospedale di San Matteo              | dal 1781        |                                                                |      |
|          | Ex-Ospedale Bonifacio                  | 1787            | Giuseppe Salvetti                                              |      |
|          | Palazzina Reale alle Cascine           | 1787            | Giuseppe Manetti                                               |      |
|          | Teatro Comunale                        | 1792-1862       | Telemaco Bonaiuti e altri                                      |      |
|          | Giardino Torrigiani                    | 1815-1821       | Luigi de Cambray Digny e Gaetano Baccani                       |      |
|          | Palazzo Borghese                       | 1821-1822       | Gaetano Baccani                                                |      |
|          | Piazza Indipendenza                    | dopo il 1850    |                                                                |      |
|          | Villa Favard                           | 1857            | Giuseppe Poggi                                                 |      |
|          | Palazzo Calcagnini                     | 1857            | Giuseppe Poggi                                                 |      |
|          | Palazzo della Borsa                    | 1858-1860       | Michelangelo Maiorfi e Emilio De Fabris                        |      |

## Firenze Capitale e Liberty (seconda metà XIX e inizio XX secolo)
| Immagine | Opera                                          | Data             | Architetto                        | Note |
| -------- | ---------------------------------------------- | ---------------- | --------------------------------- | ---- |
|          | Facciata della basilica di Santa Croce         | 1857-1863        | Niccolò Matas                     |      |
|          | Appartamenti Monumentali in Palazzo Pitti      | XVIII-XIX secolo |                                   |      |
|          | Piazza d'Azeglio                               | 1862-1866        |                                   |      |
|          | Piazza della Libertà                           | 1865-1873        | Giuseppe Poggi e Giacomo Roster   |      |
|          | Piazza Beccaria                                | 1865-1877        | Giuseppe Poggi e Giacomo Roster   |      |
|          | Piazza Giuseppe Poggi e rampe                  | 1865-1876        | Giuseppe Poggi e N. Frosali       |      |
|          | Mercato Centrale di San Lorenzo                | 1869-1874        | Giuseppe Mengoni                  |      |
|          | Viale dei Colli e piazzale Michelangelo        | 1871-1876        | Giuseppe Poggi                    |      |
|          | Palazzo Serristori                             | 1873             | Mariano Falcini                   |      |
|          | Tempio israelitico di Firenze                  | 1874-1882        | Vincenzo Micheli                  |      |
|          | Ricostruzione della Casa di Dante              | 1875-1910        | Giuseppe Castellucci e altri      |      |
|          | Facciata di Santa Maria del Fiore              | 1876-1887        | Emilio De Fabris e Luigi Del Moro |      |
|          | Serra tepidarium nel giardino dell'Orticultura | 1879-1880        | Giacomo Roster                    |      |
|          | Villa Stibbert                                 | 1880-1888        | Gaetano Fortini                   |      |
|          | Piazza della Repubblica                        | 1883-1896        | Vincenzo Micheli e altri          |      |
|          | Museo Bardini                                  | 1890-1910 circa  | Stefano Bardini                   |      |
|          | Chiesa Russa Ortodossa della Natività          | 1899-1903        | Michail Preobragenski e altri     |      |
|          | Villa il Gioiello e Torre del Gallo            | 1900 circa       | Stefano Bardini                   |      |
|          | Chiesa dei Sette Santi Fondatori               | 1901-1910        | Luigi Caldini                     |      |
|          | Palazzo Pola e Todescan                        | 1901-1903        | Giuseppe Paciarelli               |      |
|          | Palazzo delle Poste                            | 1904-1914        | Rodolfo Sabatini e altri          |      |
|          | Ricostruzione del Palazzo dell'Arte della Lana | 1905             | Enrico Lusini                     |      |
|          | Villino Lampredi                               | 1907-1910        | Giovanni Michelazzi               |      |
|          | Villino Broggi-Caraceni                        | 1910-1911        | Giovanni Michelazzi               |      |
|          | Casa-galleria Vichi                            | 1911             | Giovanni Michelazzi               |      |
|          | Galleria Rinaldo Carnielo                      | 1911-1912        | Rinaldo Carnielo?                 |      |
|          | Biblioteca Nazionale Centrale di Firenze       | 1911-1935        | Cesare Bazzani                    |      |

## Architettura contemporanea (XX secolo)
| Immagine | Opera                                                                 | Data       | Architetto                                                    | Note           |
| -------- | --------------------------------------------------------------------- | ---------- | ------------------------------------------------------------- | -------------- |
|          | Centrale termica e Cabina apparati centrali                           | 1929-1934  | Angiolo Mazzoni                                               |                |
|          | Stadio comunale "Artemio Franchi"                                     | 1929-1932  | Pier Luigi Nervi                                              |                |
|          | Stazione di Santa Maria Novella                                       | 1932-1934  | Gruppo Toscano                                                |                |
|          | Casa del Mutilato                                                     | 1934-1936  | Rodolfo Sabatini                                              |                |
|          | Palazzina Reale di Santa Maria Novella                                | 1935 circa | Giovanni Michelucci                                           |                |
|          | Scuola di guerra aerea                                                | 1937-1938  | Raffaello Fagnoni                                             |                |
|          | Casa del Fascio (Firenze)                                             | 1938-1940  | Raffaello Fagnoni                                             |                |
|          | Manifattura Tabacchi e Teatro Puccini                                 | 1939-1940  | Ufficio tecnico dei Monopoli di Stato                         |                |
|          | Ponte alle Grazie                                                     | 1946-1953  | Giovanni Michelucci, Edoardo Detti e altri                    |                |
|          | Ricostruzione edifici presso il Ponte Vecchio (vedi Borgo San Jacopo) | dal 1950   | Italo Gamberini e uffici tecnici municipali                   |                |
|          | Complesso residenziale a Monterinaldi                                 | 1952-1962  | Leonardo Ricci ed altri                                       |                |
|          | Sede centrale della Cassa di Risparmio di Firenze                     | 1953-1957  | Giovanni Michelucci                                           |                |
|          | Ponte Vespucci                                                        | 1954-1957  | Riccardo Morandi e altri                                      |                |
|          | Chiesa del Sacro Cuore                                                | 1956-1962  | Lando Bartoli e Pier Luigi Nervi                              |                |
|          | Edificio ex-Bica                                                      | 1957       | Italo Gamberini                                               |                |
|          | Sede della Direzione provinciale delle Poste e Telegrafi              | 1959-1967  | Giovanni Michelucci                                           |                |
|          | Mercato ortofrutticolo di Novoli                                      | 1960       | Giulio Cesare Lensi Orlandi e Riccardo Morandi                |                |
|          | Chiesa dell'Autostrada                                                | 1960-1964  | Giovanni Michelucci                                           |                |
|          | Sede de La Nazione                                                    | 1961-1966  | Pier Luigi Spadolini e altri                                  |                |
|          | Sede regionale della RAI                                              | 1962-1968  | Italo Gamberini                                               |                |
|          | Quartiere di Sorgane                                                  | 1962-1980  | Leonardo Ricci, Leonardo Savioli e altri                      |                |
|          | Edificio residenziale di via Piagentina                               | 1964-1967  | Leonardo Savioli e Danilo Santi                               |                |
|          | Villa Bayon                                                           | 1966       | Leonardo Savioli                                              |                |
|          | Ponte Giovanni da Verrazzano                                          | 1967-1969  | Leonardo Savioli e altri                                      |                |
|          | Palazzo ex-Nuova Italia                                               | 1968-1972  | Edoardo Detti                                                 |                |
|          | Ponte all'Indiano                                                     | 1969-1976  | Fabrizio de Miranda, Paolo Sica e Adriano Montemagni          |                |
|          | Palazzo del Centro Leasing                                            | 1972       | Silvano Zorzi e Augusto Bianco                                |                |
|          | Archivio di Stato di Firenze                                          | 1972-1978  | Italo Gamberini e altri                                       |                |
|          | Edificio residenziale in piazza San Jacopino                          | 1973-1976  | Marco Dezzi Bardeschi                                         |                |
|          | Terminal degli autobus di Santa Maria Novella                         | 1987-1990  | Cristiano Toraldo di Francia                                  |                |
|          | Parterre (Firenze)                                                    | 1937-1993  | Sirio Pastorini, Giuseppe Giorgio Gori. Paolo Antonio Martini |                |
|          | Centro commerciale I Gigli                                            | 1995-1997  | Natalini Architetti                                           | Campi Bisenzio |

## XXI secolo
| Immagine | Opera                                                     | Data               | Architetto                   | Note |
| -------- | --------------------------------------------------------- | ------------------ | ---------------------------- | ---- |
|          | Piazza Bambine e Bambini di Beslan                        | 2004               |                              |      |
|          | Ex-carcere delle Murate (nuova piazza Madonna della Neve) | 2004               | Renzo Piano (linee guida)    |      |
|          | Polo delle Scienze Sociali di Novoli                      | 2004               | Natalini Architetti          |      |
|          | Casa dello Studente                                       | 2004               | Leonardo Galli, Angelo Gueli |      |
|          | Palazzo di Giustizia                                      | 2000-2009          | Leonardo Ricci               |      |
|          | Parco urbano ex-Fiat                                      | 2007               |                              |      |
|          | Area ex-Longinotti                                        | 2001-2004          | Adolfo Natalini              |      |
|          | Stazione di Firenze Belfiore, per l'alta velocità         | (in progettazione) | Norman Foster                |      |